# Bataille du pont d'Alcolea (1868)
Pour les articles homonymes, voir Bataille du pont d'Alcolea.
Révolution de 1868
La bataille du pont d'Alcolea a lieu le 28 septembre 1868 et oppose les militaires soulevés contre la reine Isabelle II et les troupes fidèles à celle-ci. Les deux armées se rencontrent sur un pont de la rivière Guadalquivir, près d'Alcolea, et la bataille se clôt par la victoire des insurgés, suivie de l'exil en France de la reine.

## Contexte
Issue d'un mécontentement général contre la reine, la révolution de 1868 éclate à Cadix le 19 septembre 1868 à l'instigation du général Topete. Dans le manifeste publié à cette occasion les révoltés demandent l'exil de la reine et un gouvernement multipartite.
Bientôt, le général Juan Prim s'unit à Topete, et tous deux obtiennent le contrôle de Cadix. Dès lors, ils réunissent le soutien d'autres villes comme Séville, Cordoue, Barcelone, Huelva, ... Ils forment des assemblées provinciales, chargées de mobiliser la population, moyennant des promesses de suffrage universel, de baisse d'impôts, de la fin du recrutement forcé et d'une nouvelle constitution.

## Déroulement des combats

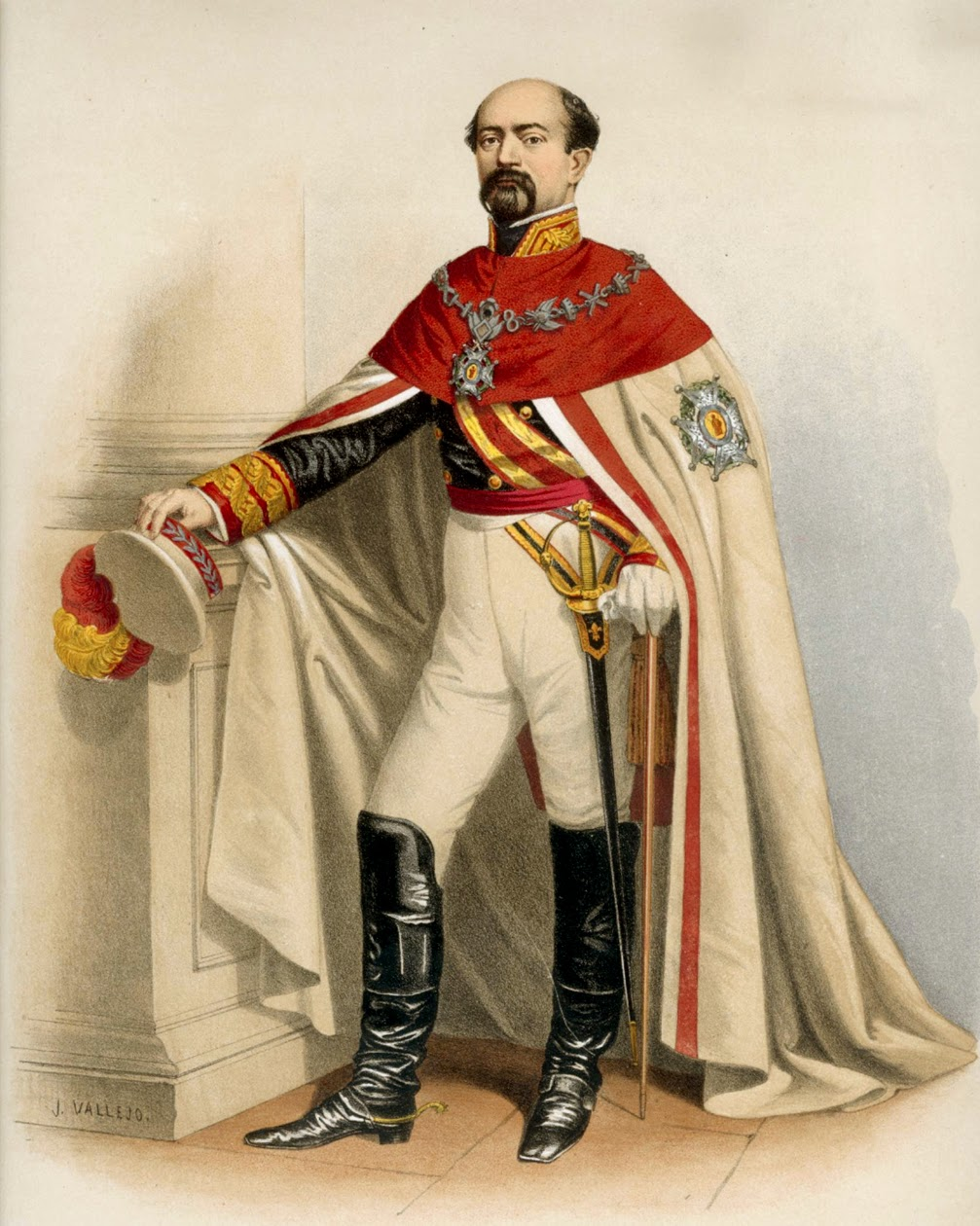
Le général Manuel Pavía y Lacy.

Les généraux Prim et Topete dirigent leurs troupes vers Madrid. Le gouvernement envoie des troupes, dirigées par Manuel Pavía y Lacy, qui les devancent jusqu'à l'Andalousie.
L'armée de Pavia était composée de deux divisions d'infanterie, une de cavalerie, une brigade d'artillerie avec 32 canons de campagne, une brigade d'avant-garde et quelques unités auxiliaires mineures, avec un total de près de dix mille hommes. Les rebelles, dirigés par le général Serrano, forment une armée de taille similaire, mais avec moins d'artillerie.
Pavie se déploie en deux colonnes, une sur la route de la rive droite du Guadalquivir pour contourner la localité d'Alcolea défendue par les troupes du général Serrano, l'autre sur l'actuelle route nationale IV pour arriver face au pont.
C'est sur ce dernier que le 28 septembre 1868, les deux armées se rencontrent. Les soldats de la reine lancent une attaque frontale, contenue par les insurgés. Pour éviter de démoraliser ses troupes, le général Pavie est alors en première ligne, où il est blessé gravement au visage. Son général d'état major, Jiménez de Sandoval, prend alors le commandement et au coucher de soleil, il ordonne le repli et le début de négociations. Au total, on compte quelque mille pertes, entre morts et blessés. Le reste de l'armée d'Isabelle se retire vers le nord.

## Conséquences
Les nouvelles de la défaite arrivent rapidement à Madrid, tout comme à la reine qui se trouvait sur la côte Cantabrique, à Saint-Sébastien. Le Gouvernement démissionne et la reine s'exile en France. La révolution est à l'origine du Sexennat Démocratique, dans lequel s'impose Prim et ses progressistes. Il s'allie aux unionistes de Serrano, qui devient chef du gouvernement provisoire.
La bataille et la période révolutionnaire qui a suivi a vu la résurgence du carlisme, limité depuis la convention de Vergara. Ainsi, nombre de militaires qui combattirent plus tard avec Charles de Bourbon dans la troisième guerre carlista, avaient lutté à la bataille du pont Alcolea pour Élisabeth II, tels que Antonio Díez de Mogrovejo, Emilio Martínez-Vallejos, Francisco Romarin Palomeque, Manuel Fernández de Prada, Álvaro de Maldonado, Felipe de Sabater, Antonio de Brea, Joaquín Sacanell, Leoncio Gonzalés de Granda ou José a Regardé.